# Carinotetraodon
A Carinotetraodon a sugarasúszójú halak (Actinopterygii) osztályába, ezen belül a gömbhalalakúak (Tetraodontiformes) rendjébe és a gömbhalfélék (Tetraodontidae) családjába tartozó nem.

## Rendszerezés
A nembe az alábbi fajok tartoznak:
- Carinotetraodon borneensis
- Carinotetraodon imitator
- Carinotetraodon irrubesco
- Carinotetraodon lorteti
- Carinotetraodon salivator
- Carinotetraodon travancoricus